# Jutta Wilke

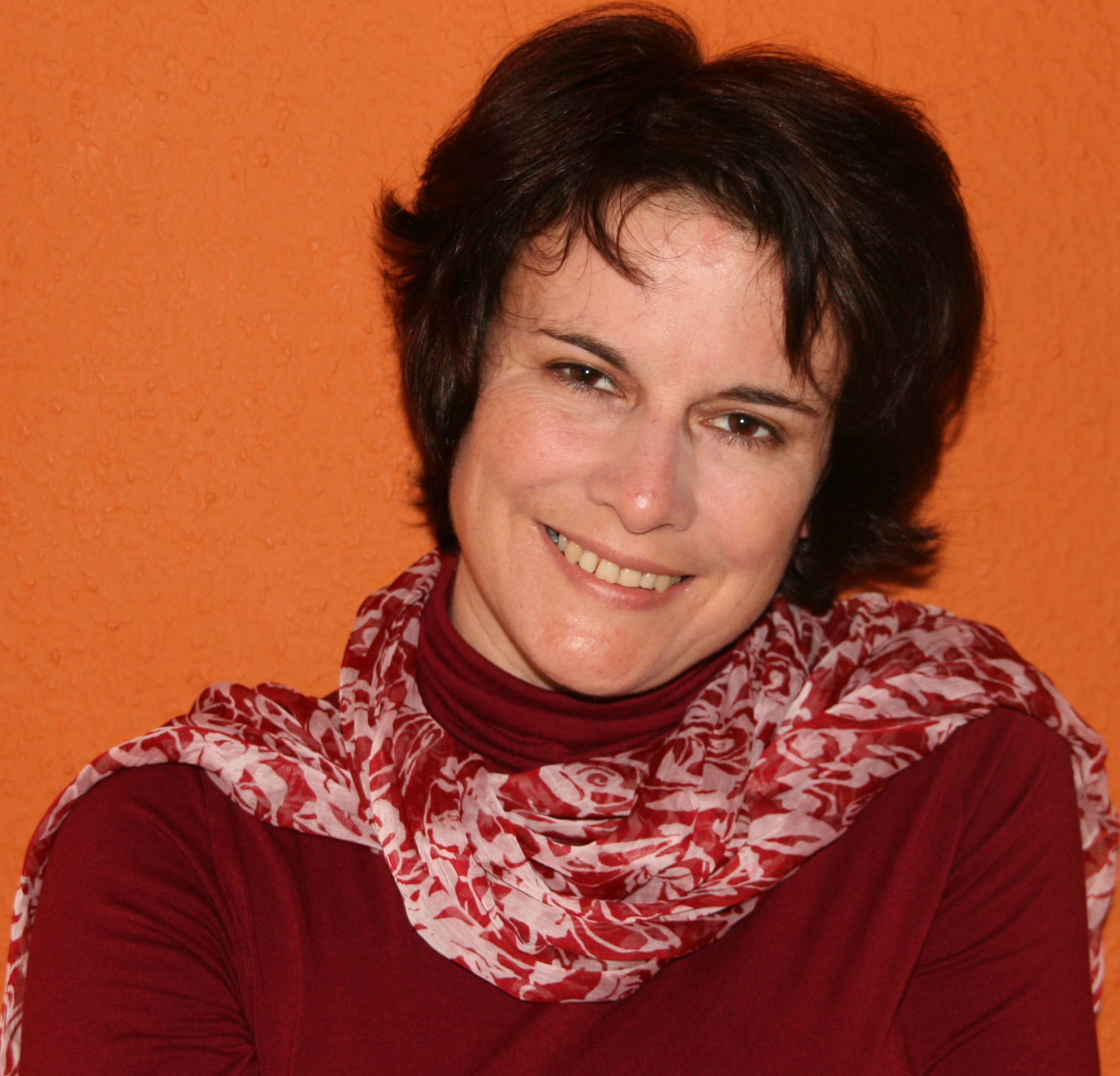
Jutta Wilke

Jutta Wilke (* 7. März 1963 in Hanau) ist eine deutsche Autorin. Sie schreibt Kinder- und Jugendbücher und Bücher für junge Erwachsene.

## Leben
Jutta Wilke wuchs mit einer Schwester in Ronneburg (Main-Kinzig-Kreis) auf, dort besuchte sie die Grundschule, danach wechselte sie zunächst auf die Gesamtschule Langenselbold, danach auf die Hohe Landesschule in Hanau. Dort machte sie 1982 Abitur und studierte Jura an der Johann-Wolfgang-Goethe-Universität in Frankfurt am Main. Wilke arbeitete zwölf Jahre als Rechtsanwältin und Fachanwältin für Familienrecht, bevor sie 2004 ihren Anwaltsberuf aufgab und ihre Tätigkeit als freie Autorin aufnahm.
Jutta Wilke lebt mit ihren fünf Kindern und ihrem Lebensgefährten in Hanau. Neben ihrer Autorentätigkeit betreibt Wilke zusammen mit ihrem Partner ein Projekt zur Förderung der Salonkultur in Hanau, des Weiteren leitet sie das Forum Schreibwelt für deutschsprachige Kinder- und Jugendbuchautoren, gibt Kurse im kreativen Schreiben für Kinder und Jugendliche und bemüht sich aktiv um die Leseförderung bei Kindern.
Wilke ist Mitglied der Autorenvereinigung Das Syndikat und bei den Mörderischen Schwestern. Außerdem gehört sie dem Verband Deutscher Schriftsteller (VS), dem Arbeitskreis für Jugendliteratur (AKJ), der Horst Bingel Stiftung Literatur e.V. und der Romanfabrik Frankfurt an.

## Werk
Wilkes Debütroman Holundermond erschien 2011 beim Coppenrath Verlag in Münster. Für die Arbeit an ihrem Roman Wie ein Flügelschlag erhielt Wilke ein Arbeitsstipendium des Hessischen Ministeriums für Wissenschaft und Kunst. 2013 wurde Wie ein Flügelschlag von der Autorenvereinigung Das Syndikat für den Hansjörg-Martin-Preis nominiert. Ihr Roman Schwarz wie Schnee Sauerländer wurde 2013 für den Landshuter Jugendbuchpreis sowie für die Segeberger Feder nominiert. Wilkes Roman Die inneren Werte von Tanjas BH, erschienen unter ihrem Pseudonym Alex Haas, wurde vom Magazin Focus Spezial unter die 100 besten Bücher des Jahres 2013 gewählt.
Im Dezember 2013 erhielt Wilke für ihre Arbeit an dem Romanprojekt Roofer ein Arbeitsstipendium des Landes Hessen.

## Bücher
ab 18 Monate:
- Schau doch mal! Die Tierkinder (Bibliographisches Institut, Mannheim 2011)

ab  3 Jahre:
- Die Buchstabenkerle (Bibliographisches Institut, Mannheim 2011)
- Die Zahlenmonster (Bibliographisches Institut, Mannheim 2011)

ab 6 Jahre:
- Klarer Fall für Anna Blum (Bibliographisches Institut, Mannheim 2011)
- Finn und Papa spielen Steinzeit (Bibliographisches Institut, Mannheim 2012)

ab 8 Jahre
- Der Pokal ist weg (Bibliographisches Institut, Mannheim 2012)
- Florentine oder Wie man ein Schwein in den Fahrstuhl kriegt (Sauerländer Verlag, Frankfurt 2012)

ab 10 Jahre:
- Holundermond (Coppenrath Verlag, Münster 2011)
- Der Tag, an dem Lotto-Werner verhaftet wurde (Detektivin Finja) (Coppenrath Verlag, Münster 2021)
- Das Karlgeheimnis (Detektivin Finja) (Coppenrath Verlag, Münster 2021)

ab 12 Jahre:
- Bitte zweimal Wolke 7 (Coppenrath Verlag, Münster 2011)
- Wie ein Flügelschlag – (Coppenrath Verlag, Münster 2012)
- Die inneren Werte von Tanjas BH (Alex Haas) (Oetinger Verlag, Hamburg 2013)
- Herzschlagzeilen (Coppenrath Verlag, Münster 2014)

ab 14 Jahre:
- Schwarz wie Schnee (Sauerländer, Frankfurt, 2012)
- Dornenherz – Jedem Ende wohnt ein Anfang inne (Coppenrath Verlag, Münster 2014)
- Roofer (Coppenrath Verlag, Münster 2017)

Erzählungen in Anthologien:
- 365 Gutenachtgeschichten (Lingen, Köln 2010)
- Von Hexen, Zauberern und fliegenden Besen (Esslinger, Stuttgart 2012)
- 24 weihnachtliche Geschichten. Ein Adventskalenderbuch (Boje, Köln 2013)

## Auszeichnungen
- 2011: Arbeitsstipendium des Hessischen Ministeriums für Wissenschaft und Kunst
- 2013: Wie ein Flügelschlag wird für den Hansjörg-Martin-Preis nominiert
- 2013: Schwarz wie Schnee wird für den Landshuter Jugendbuchpreis nominiert
- 2013: Schwarz wie Schnee wird für die Segeberger Feder nominiert
- 2013: Arbeitsstipendium des Hessischen Ministeriums für Wissenschaft und Kunst